# Kreis Berettyóújfalu
Der Kreis Berettyóújfalu (ungarisch Berettyóújfalui járás) ist ein Kreis im Süden des Komitats Hajdú-Bihar in Ostungarn. Er grenzt im Süden und Südwesten an das Komitat Békés, im Nordwesten an das Komitat Borsod-Abaúj-Zemplén. Im Westen bildet der Kreis Püspökladány die innere Grenze, im Norden Derecske. Im Osten besitzt der Kreis 5 Grenzgemeinden zum Nachbarstaat Rumänien (Judet Bihor).

## Geschichte
Der Kreis entstand Anfang 2013 als Nachfolger aus dem gleichnamigen Kleingebiet (ungarisch Berettyóújfalui kistérség). Das Kleingebiet gab 4 der 29 Gemeinden an den neu entstandenen, nördlicher gelegenen Kreis Derecske ab. Dies entsprach etwa 12 % der ursprünglichen Fläche und Bevölkerung des Kleingebiets.

## Gemeindeübersicht
Der Kreis Berettyóújfalu hat eine durchschnittliche Gemeindegröße von 1.782 Einwohnern auf einer Fläche von 42,96 Quadratkilometern. Der größte Kreis hat die zweitniedrigste Bevölkerungsdichte im Komitat. Der Verwaltungssitz befindet sich in der größten Stadt, Berettyóújfalu, im Norden des Kreises gelegen.
| Gemeinde             | Status       | Herkunft Kleingebiet | Einwohnerzahl | Einwohnerzahl | Einwohnerzahl | Fläche (km²) | Bevölkerungs- dichte (Ew./km²) |
| Gemeinde             | Status       | Herkunft Kleingebiet | 01.10.2011    | 01.01.2013    | 01.01.2016    | 01.01.2016   | Bevölkerungs- dichte (Ew./km²) |
| -------------------- | ------------ | -------------------- | ------------- | ------------- | ------------- | ------------ | ------------------------------ |
| Ártánd *             | Gemeinde     | Berettyóújfalu       | 457           | 493           | 529           | 19,82        | 26,7                           |
| Bakonszeg            | Gemeinde     | Berettyóújfalu       | 1.192         | 1.231         | 1.190         | 35,03        | 34,0                           |
| Bedő                 | Gemeinde     | Berettyóújfalu       | 240           | 264           | 296           | 10,20        | 29,0                           |
| Berekböszörmény *    | Gemeinde     | Berettyóújfalu       | 1.836         | 1.869         | 1.907         | 42,84        | 44,5                           |
| Berettyóújfalu       | Stadt        | Berettyóújfalu       | 15.472        | 15.411        | 14.816        | 171,01       | 86,6                           |
| Biharkeresztes *     | Stadt        | Berettyóújfalu       | 3.946         | 4.054         | 4.147         | 49,26        | 84,2                           |
| Bojt                 | Gemeinde     | Berettyóújfalu       | 529           | 546           | 548           | 26,88        | 20,4                           |
| Csökmő               | Großgemeinde | Berettyóújfalu       | 1.928         | 1.925         | 1.900         | 68,97        | 27,5                           |
| Darvas               | Gemeinde     | Berettyóújfalu       | 558           | 557           | 543           | 42,31        | 12,8                           |
| Furta                | Gemeinde     | Berettyóújfalu       | 1.157         | 1.181         | 1.157         | 42,85        | 27,0                           |
| Gáborján             | Gemeinde     | Berettyóújfalu       | 880           | 919           | 848           | 26,46        | 32,0                           |
| Hencida              | Gemeinde     | Berettyóújfalu       | 1.228         | 1.234         | 1.159         | 34,79        | 33,3                           |
| Komádi               | Stadt        | Berettyóújfalu       | 5.523         | 5.579         | 5.341         | 144,65       | 68,6                           |
| Körösszakál          | Gemeinde     | Berettyóújfalu       | 825           | 842           | 827           | 15,02        | 55,1                           |
| Körösszegapáti *     | Gemeinde     | Berettyóújfalu       | 974           | 1.007         | 1.032         | 45,85        | 22,5                           |
| Magyarhomorog        | Gemeinde     | Berettyóújfalu       | 919           | 955           | 899           | 39,57        | 22,7                           |
| Mezőpeterd           | Gemeinde     | Berettyóújfalu       | 547           | 572           | 594           | 18,23        | 32,6                           |
| Mezősas              | Gemeinde     | Berettyóújfalu       | 662           | 660           | 648           | 26,39        | 24,6                           |
| Nagykereki *         | Gemeinde     | Berettyóújfalu       | 1.253         | 1.349         | 1.369         | 37,27        | 36,7                           |
| Szentpéterszeg       | Gemeinde     | Berettyóújfalu       | 1.101         | 1.122         | 1.090         | 25,51        | 42,7                           |
| Told                 | Gemeinde     | Berettyóújfalu       | 301           | 296           | 303           | 14,91        | 20,3                           |
| Újiráz               | Gemeinde     | Berettyóújfalu       | 544           | 558           | 530           | 15,47        | 34,3                           |
| Váncsod              | Gemeinde     | Berettyóújfalu       | 1.201         | 1.203         | 1.206         | 34,43        | 35,0                           |
| Vekerd               | Gemeinde     | Berettyóújfalu       | 123           | 122           | 120           | 7,41         | 16,2                           |
| Zsáka                | Großgemeinde | Berettyóújfalu       | 1.599         | 1.590         | 1.560         | 78,79        | 19,8                           |
| Kreis Berettyóújfalu |              |                      | 44.995        | 45.539        | 44.559        | 1.073,92     | 41,5                           |

* Grenzgemeinde zu Rumänien